# Barinas (ciudad)
Barinas es una ciudad del occidente venezolano y capital del estado homónimo, en los llanos a orillas del río Santo Domingo, siendo el principal centro económico y cultural de la región. En el 2024  según el INE ubica una población de 505 182 habitantes, y en su área metropolitana que cubre los municipios, Barinas, Bolívar y Obispos la población es de 721 182 habitantes, lo que la convierte en la segunda ciudad más poblada de la Región de los Andes y en la primera de los llanos venezolanos.
También es conocida como Ciudad Marquesa. Fue llamada así por uno de los primeros gobernantes de la provincia, José Ignacio del Pumar,[cita requerida] marqués, alcalde y teniente gobernador de la provincia de Barinas. Fue un barinés acaudalado que recibió de manos del rey de España numerosos títulos nobiliarios, en reconocimiento a sus riquezas.

## Historia
La ciudad primigenia fue fundada con el nombre de Altamira de Cáceres el 30 de junio de 1577, por el capitán español Juan Andrés Varela cumpliendo órdenes del gobernador de La Grita Francisco de Cáceres, quien en 1576 la había fundado y estableció en ella la gobernación. 

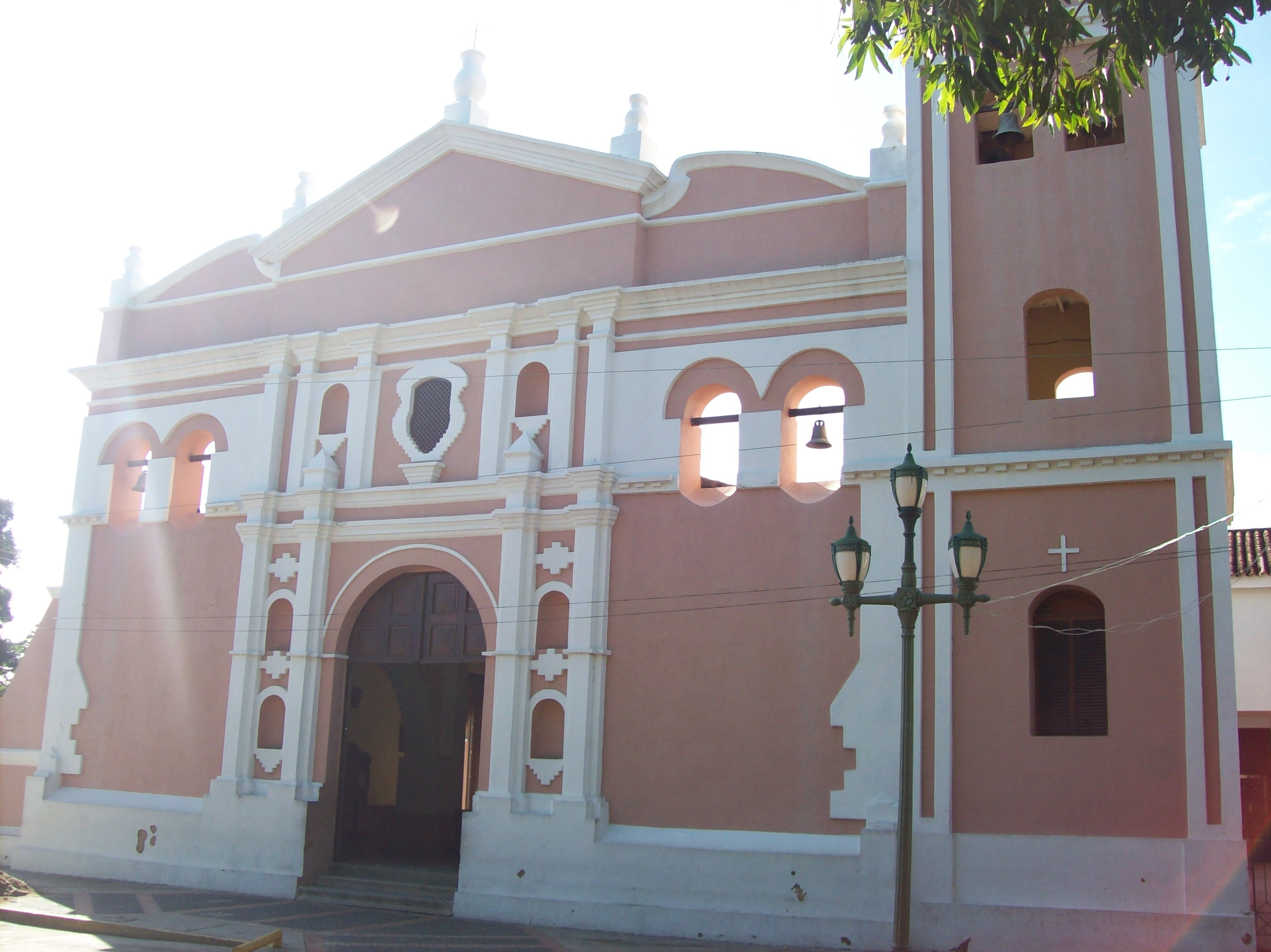
Catedral Nuestra Señora del Pilar

En 1628 los vecinos mudaron la ciudad para la Mesa de Moromoy, en el actual sitio donde hoy está Barinitas. En 1759 sus moradores la trasladaron al sitio que hoy ocupa y, finalmente, el 4 de diciembre de 1762, por Real Cédula se aprobó el traslado definitivo.
En 1786 se creó la provincia de Barinas en los territorios de los actuales estados Barinas y Apure que más tarde pasaría a llamarse Estado Zamora. La ciudad se convierte en la capital de la provincia y en un importante bastión de los patriotas durante la guerra de la independencia[cita requerida]. Fue en esta ciudad donde vivió y ejerció su profesión el primer presidente de Venezuela, Cristóbal de Mendoza.

### Origen etimológico
Barinas es una voz de origen indígena, con la que se designa a un viento fuerte que sopla en la estación lluviosa, desde los valles del río Santo Domingo, hacia la Región Andina; conocido en la zona como "viento barinés", el término se aplica además a un arbusto bajo, espinoso, de flores amarillas, que abunda en el alto llano; conocido igualmente con los nombres de espino amarillo, espinito, flor amarilla y flor de Barinas [cita requerida](Cassia aculeata).

## Economía
Muchos de los profesionales surgen de un importante centro administrativo siendo la sede de importantes centros educativos como la Universidad Nacional Experimental de los Llanos Ezequiel Zamora y el mercado más inmediato para todo lo producido en el estado tanto en el ámbito de la agricultura como de la ganadería y la explotación petrolera. En los últimos años ha surgido en la ciudad una importante industria turística ya que la misma ha servido como base o punto de entrada a todos los paraderos ecoturísticos de la región llanera.
Barinas en Venezuela es reconocida como la capital ganadera de la nación, y es el área metropolitana más extensa y poblada de la región llanera venezolana, lo que le otorga el nombre de la capital de los llanos. Su rápido crecimiento económico viene enmarcado por ser uno de los puertos terrestres más importantes, con un gran recurso agroindustrial y petrolero. Barinas recibe por sus carreteras más del 70% de las exportaciones e importaciones que vienen y van desde Colombia y viceversa lo que la convierten en una de las áreas con más desarrollo de la actividad económica en Venezuela.

## Población
Cuenta con una población de 500.000 habitantes en las seis parroquias urbanas que la conforman (para el 2021), mientras que  en su área metropolitana (no oficial), su población asciende a 780.000 habitantes.
Su población se divide en diferentes grupos étnicos, que se identifican de la siguiente manera:
- Blancos: 57,8%
- Mestizos: 36,2%
- Descendientes Africanos/Amerindios: 3,9%
- Otros: 2,2

## Geografía
La ciudad se localiza en la parte noroeste del estado, a orillas del río Santo Domingo en el piedemonte andino a unos 165 km de la ciudad de Mérida y 525 km de Caracas.
La ciudad posee alrededor de 489.585 habitantes, y su área metropolitana más de  601.594 para el año 2015.

### Clima
| Parámetros climáticos promedio de Barinas, Venezuela | Parámetros climáticos promedio de Barinas, Venezuela | Parámetros climáticos promedio de Barinas, Venezuela | Parámetros climáticos promedio de Barinas, Venezuela | Parámetros climáticos promedio de Barinas, Venezuela | Parámetros climáticos promedio de Barinas, Venezuela | Parámetros climáticos promedio de Barinas, Venezuela | Parámetros climáticos promedio de Barinas, Venezuela | Parámetros climáticos promedio de Barinas, Venezuela | Parámetros climáticos promedio de Barinas, Venezuela | Parámetros climáticos promedio de Barinas, Venezuela | Parámetros climáticos promedio de Barinas, Venezuela | Parámetros climáticos promedio de Barinas, Venezuela | Parámetros climáticos promedio de Barinas, Venezuela |
| Mes                                                  | Ene.                                                 | Feb.                                                 | Mar.                                                 | Abr.                                                 | May.                                                 | Jun.                                                 | Jul.                                                 | Ago.                                                 | Sep.                                                 | Oct.                                                 | Nov.                                                 | Dic.                                                 | Anual                                                |
| ---------------------------------------------------- | ---------------------------------------------------- | ---------------------------------------------------- | ---------------------------------------------------- | ---------------------------------------------------- | ---------------------------------------------------- | ---------------------------------------------------- | ---------------------------------------------------- | ---------------------------------------------------- | ---------------------------------------------------- | ---------------------------------------------------- | ---------------------------------------------------- | ---------------------------------------------------- | ---------------------------------------------------- |
| Temp. máx. media (°C)                                | 35.4                                                 | 36.8                                                 | 36.3                                                 | 34.4                                                 | 31.6                                                 | 29.7                                                 | 28                                                   | 29.8                                                 | 30.4                                                 | 33.5                                                 | 34.3                                                 | 34.2                                                 | 32.9                                                 |
| Temp. media (°C)                                     | 28.5                                                 | 30                                                   | 29.9                                                 | 28.3                                                 | 26.9                                                 | 25                                                   | 25                                                   | 25.4                                                 | 26.3                                                 | 27.6                                                 | 28.1                                                 | 27.9                                                 | 27.4                                                 |
| Temp. mín. media (°C)                                | 24.5                                                 | 26.5                                                 | 27                                                   | 25.5                                                 | 23.5                                                 | 21.6                                                 | 21                                                   | 21.4                                                 | 22.5                                                 | 23.1                                                 | 23.7                                                 | 24.5                                                 | 23.7                                                 |
| Lluvias (mm)                                         | 0                                                    | 0                                                    | 11                                                   | 53                                                   | 218                                                  | 146                                                  | 188                                                  | 212                                                  | 226                                                  | 94                                                   | 57                                                   | 15                                                   | 1220                                                 |
| [cita requerida]                                     |                                                      |                                                      |                                                      |                                                      |                                                      |                                                      |                                                      |                                                      |                                                      |                                                      |                                                      |                                                      |                                                      |

## Transporte
El sistema de transporte público en la ciudad de Barinas está conformado por autobuses o busetas (como lo llaman los habitantes). 
El sistema está compuesto por 5 líneas que recorren toda la ciudad con más de 80 rutas diferentes [cita requerida], sectores desde Punta Gorda hasta Ciudad Tavacare.
La ciudad tiene registradas más de 16.000 unidades de taxis.[cita requerida] El servicio es estándar y de un costo muy alto comparado con otras ciudades de Venezuela. Más seguro que los buses de transporte público.
Además de contar con el Sistema de Autobuses Bus Barinas, que actualmente están distribuidos en 10 líneas, las cuales no solo funcionan en la ciudad sino en las poblaciones aledañas a un costo accesible en comparación a las busetas, su horario de trabajo es de 5:00 hasta las 21:00 horas
El Aeropuerto Luisa Cáceres de Arismendi se encuentra a unos 3 km del centro de la ciudad, con una salida semanal hacia el Aeropuerto de Maiquetía.
El Terminal de Pasajeros Virgen del Pilar es la principal terminal terrestre de la Región llanera y es punto de conexión entre el Centro del país y las regiones de los Andes y la frontera con Arauca. Las principales salidas desde aquí son Guanare, Acarigua, Valencia, Guasdualito, Mérida, Caracas y Puerto La Cruz.

## Principales vías
- Avenida 23 de Enero: Es la principal avenida de la ciudad y la más transitada. Data de 1956 (Originalmente se llamaba 2 de Diciembre), posee 4 Carriles, 2 de servicio y 2 principales y en ella se ubica el único elevado de la ciudad (La Federación) y gran cantidad de comercios. Inicia en la Plaza del Estudiante y finaliza en la Redoma de Punto Fresco, conectando al centro con Alto Barinas.
- Avenida Cuatricentenaria: Es una de las más transitadas y es la más concurrida por los transportistas dada la presencia del Terminal de Pasajeros en ella. Inicia en la Avenida Industrial en el semáforo de Vengas y finaliza en la Avenida 23 de Enero, en el Elevado La Federación.
- Avenida Industrial: Antigua Rómulo Betancourt. Es la principal entrada a Barinas desde Caracas. Inicia en la Redoma del Obelisco y finaliza en la Plaza Zamora.
- Avenida Agustín Codazzi: Conecta el Sur con el centro y es una de las más grandes. Posee 3 carriles (2 principales y 1 de servicio). Inicia en la Avenida 23 de Enero, en el Elevado La Federación y finaliza en la Redoma de La Villa. Su prolongación (Avenida Agustín Figueredo) finaliza en la Urbanización Altos de la Cardenera. En sus inmediaciones se halla el Mercado Popular del Sur, el Hospital Materno Infantil, el IVSS, la sede del C.I.C.P.C y el Parque Jimmy Flores.
- Avenida Cruz Paredes: Inicia en la Avenida Rómulo Gallegos, en la Urbanización José Antonio Paéz (Los Pozones) y finaliza en la Avenida Olmedilla, en el Sector La Carolina. En sus inmediaciones se hallan el Mercado Municipal La Carolina, el Paseo Los Trujillanos y las sedes principales de los bancos Venezuela, BNC, Bancaribe, Banesco y Mercanti.

Otras de igual importancia serían
- Avenida Bachiller Elías Cordero Uzcátegui (Elías Cordero).
- Avenida Rómulo Gallegos.
- Avenida Adonay Parra.
- Avenida Alberto Arvelo Torrealba.
- Avenida Sucre.
- Avenida Medina Jiménez.
- Avenida Andrés Varela.
- Avenida Carabobo
- Avenida Los Llanos Norte y Sur.
- Avenida El Progreso.
- Avenida Colombia.
- Avenida Raúl Blonval López
- Avenida Los Andes.
- Avenida Universidad.
- Avenida Guaicaipuro.
- Avenida Nueva Barinas.
- Avenida Marqués del Pumar.
- Avenida Ezequiel Zamora.
- Avenida Intercomunal Rafael Rocha.

## Patrimonio

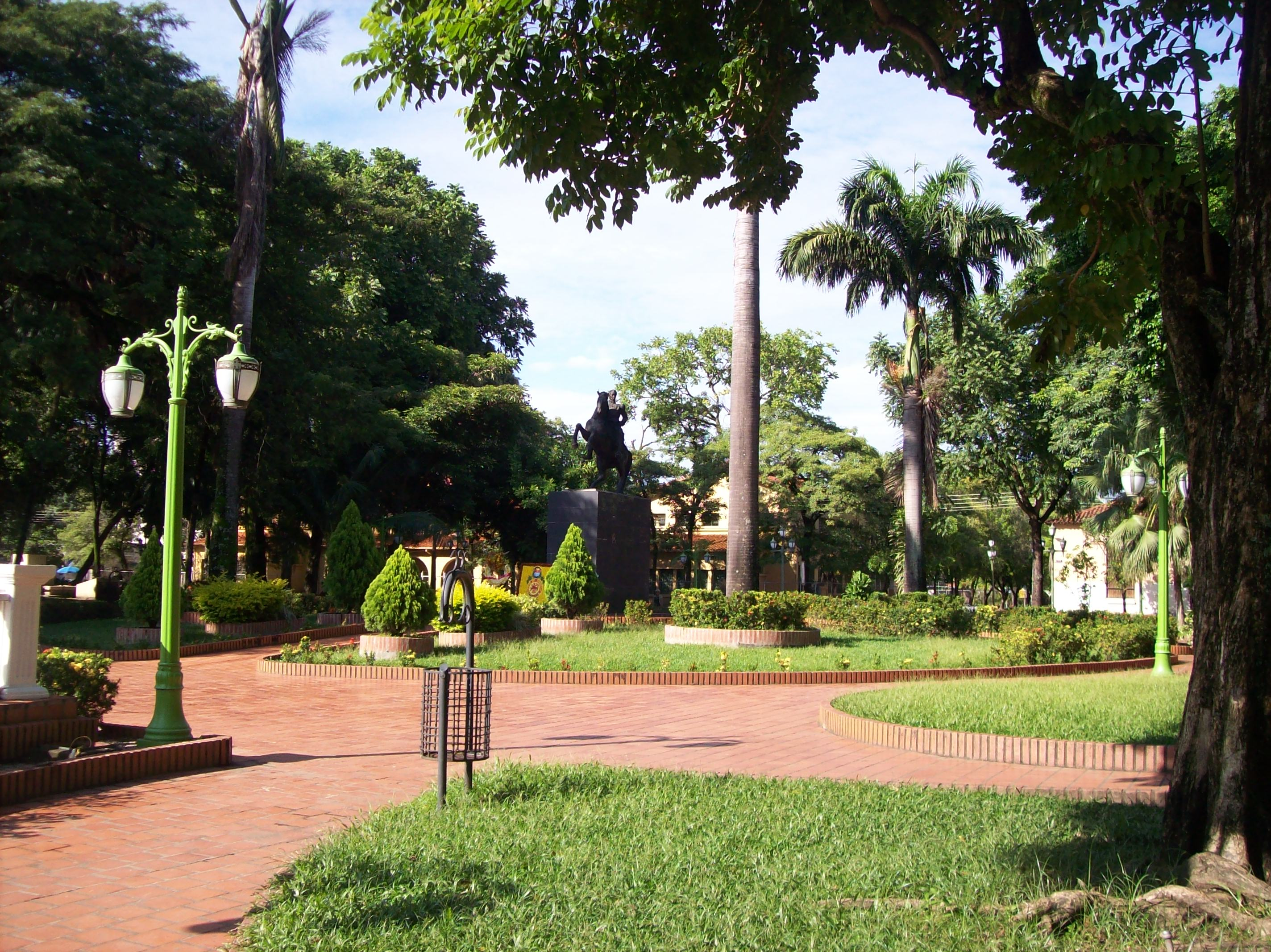
Plaza Bolivar

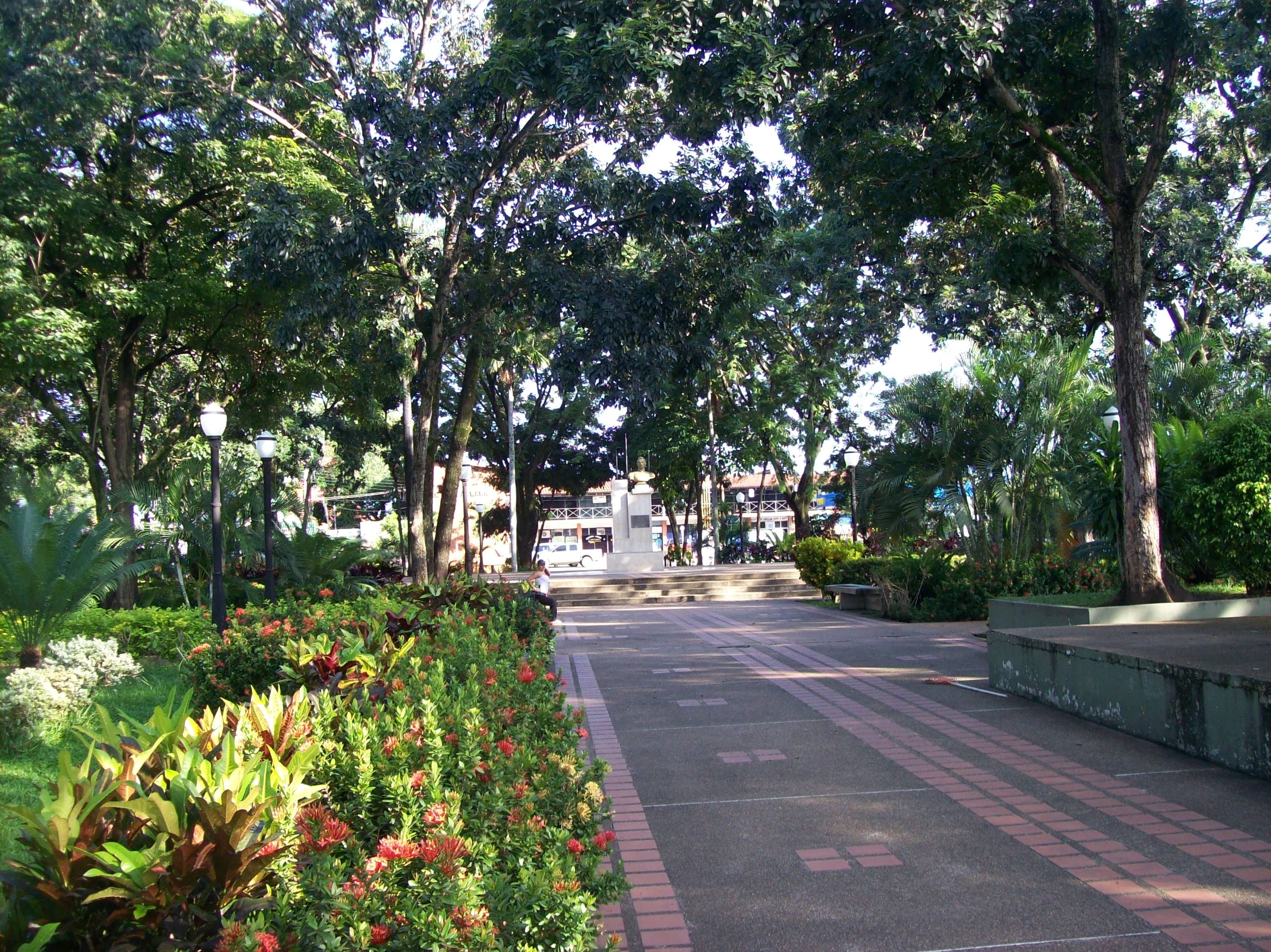
Plaza Ezequiel Zamora

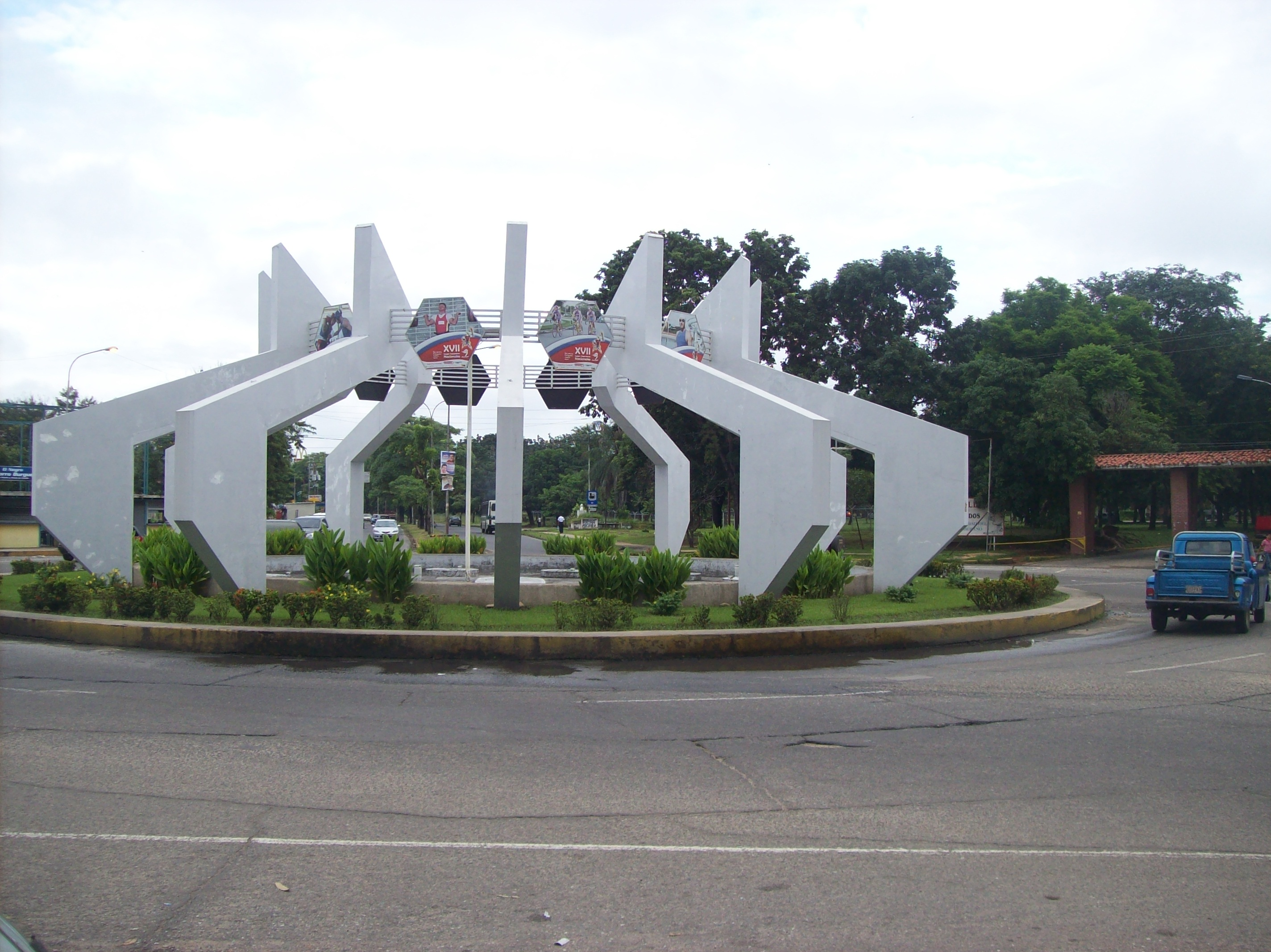
Redoma Punto Fresco

### Plazas
- Plaza del Estudiante (José Félix Ribas)
- Plaza Bolívar
- Plaza Zamora
- Plaza Francisco de Miranda
- Plaza de Los Poetas (Dr. Luis Razetti)
- Plaza Páez
- Plaza O'lear

### Parques
- Parque La Federación
- Parque Los Mangos
- Parque La Carolina
- Parque Complejo Ferial
- Parque Jimmy Flores
- Paseo Los Trujillanos

### Interés
- Estadio Olímpico Agustín Tovar La Carolina.
- Jardín Botánico de la Unellez.
- Palacio Del Marqués.
- Casa de la Cultura Napoleón Sebastián Arteaga.
- Museo Alberto Arvelo Torrealba.
- Iglesia El Carmen.
- Catedral Nuestra Señora del Pilar de Santiago y Zaragoza.
- Río Santo Domingo.
- Redoma de Punto Fresco.
- Museo de Los Llanos.
- Parque La Federación

## Educación superior
- Universidad Nacional Experimental de los Llanos Ezequiel Zamora: Es la ciudad universitaria y es la principal sede de la Universidad. Aparte es la úniversidad de mayor relevancia en la zona. Se ubica en la Avenida Los Andes, diagonal a la Redoma de Punto Fresco.
- Universidad Politécnica Territorial del Estado Barinas José Félix Ribas (UPTEBJFR): Antiguo Instituto Universitario de Tecnología del Estado Barinas (IUTEBA). Se ubica en la Avenida Industrial.

- Universidad Nacional Experimental Francisco de Miranda: Extensión de la UNEFM (Sede principal en Coro, estado Falcón). Estudios de Medicina. Funciona en la sede de la UPTJFR.

- Universidad Santa María: Es la sede de la Región Los Andes y los Llanos. Se ubica en la Avenida Universidad, Urbanización Alto Barinas Sur.
- Universidad Nacional Experimental de las Fuerzas Armadas: Extensión Barinas, Alto Barinas Sur.
- Universidad Fermín Toro: Se ubica en la Avenida Adonay Parra frente al Aeropuerto.
- Universidad Nacional Abierta: Se ubica en la Urbanización José Antonio Paéz (Los Pozones).
- Universidad Bolivariana de Venezuela
- Instituto Universitario de Tecnología Antonio José de Sucre
- Instituto Universitario Politécnico Santiago Mariño[5]
- Instituto Universitario de Tecnología Coronel Agustín Codazzi[6]
- Instituto Universitario de Tecnología Antonio José De Sucre[7]
- Colegio/Universidad Fuerzas armadas de la Sucre :Fundada en 2001, se ha vuelto popular debido a que la institución tiene piscinas

## Cultura

### Casa de la Cultura
Edificio de clásica arquitectura colonial, construido antes de la Independencia. El 25 de enero de 1787, el entonces gobernador Fernando Miyares González, informa al rey de España la ampliación del edificio, el cual serviría de cuartel y cárcel. A partir de 1799 pasa a ser sede del ilustre cabildo de Barinas. 
En una de sus celdas estuvo preso el notable trujillano Antonio Nicolás Briceño, a la derecha de la entrada queda la celda de donde escapó José Antonio Páez y donde quedó marcada la huella del fuerte sablazo que él asestó, la noche que liberó a 115 prisioneros destinados a morir a manos de los españoles.

### Museo Alberto Arvelo Torrealba

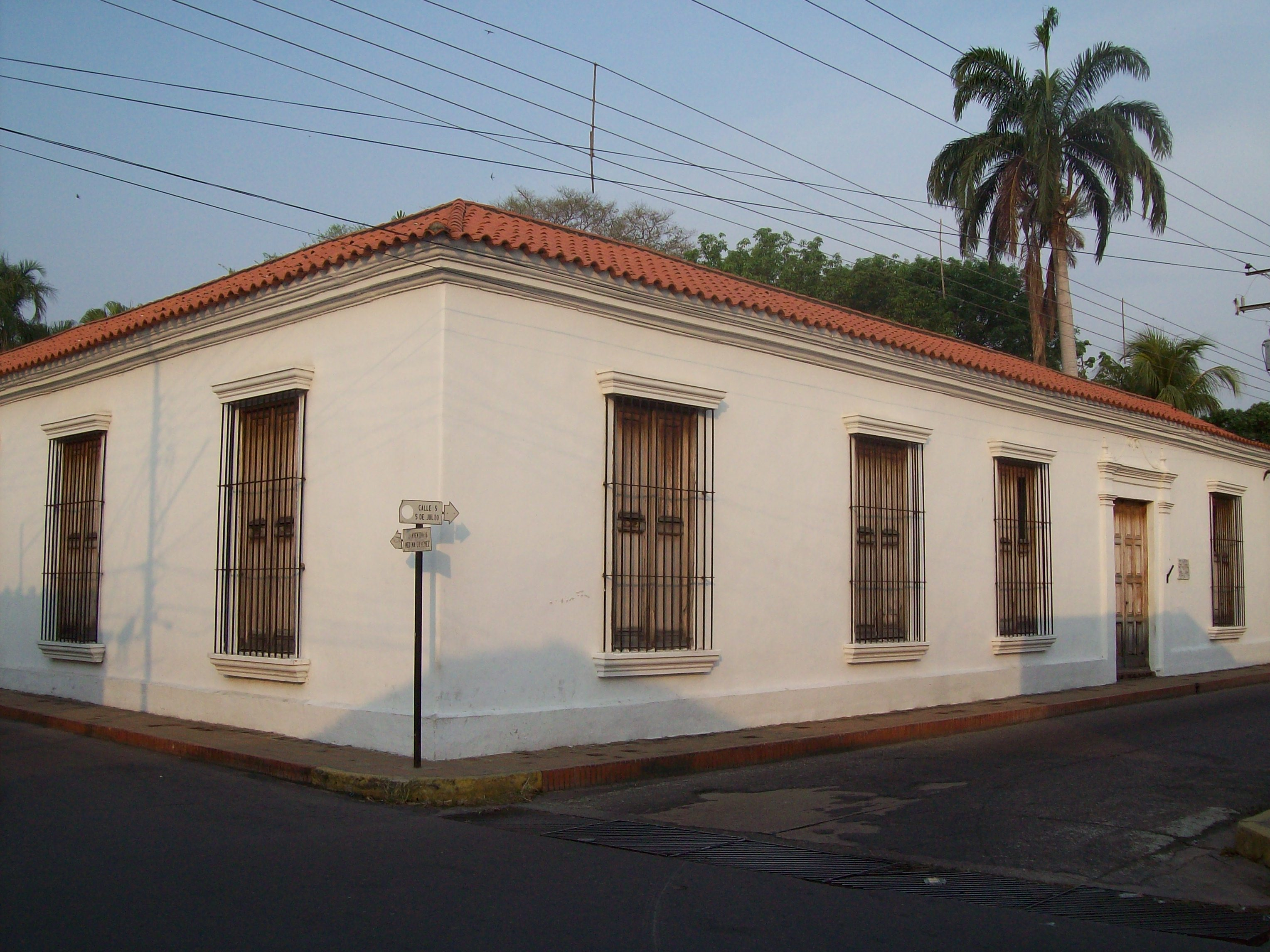
Museo Alberto Arvelo Torrealba

Este museo está situado en la esquina de la antigua mansión de Don Manuel Antonio Pulido, poderoso señor de grandes riquezas. Dicen que desde 1800 esta casa era alta y esbelta. En 1813 se realizó el baile de Bolívar y el desfile de los 1000 caballos rucios que le regaló el marqués de Boconó[cita requerida].
Al morir el Coronel, la casa quedó sola hasta 1820 que regresa José Ignacio Pulido Pumar, quien permanece allí casi 40 años hasta que muere. A partir del 30 de julio de 1981, pasa a ser Sede del Museo con la creación de la Fundación Museo Alberto Arvelo Torrealba, por decreto presidencial número 1.160. Con su nombre honra al más grande e insigne poeta, nacido en esta tierra de marqueses. Su acción y propósito van dirigidos a la comunidad para mostrar la cultura del hombre del llano.

### Museo de Artes Visuales Henry Alizo

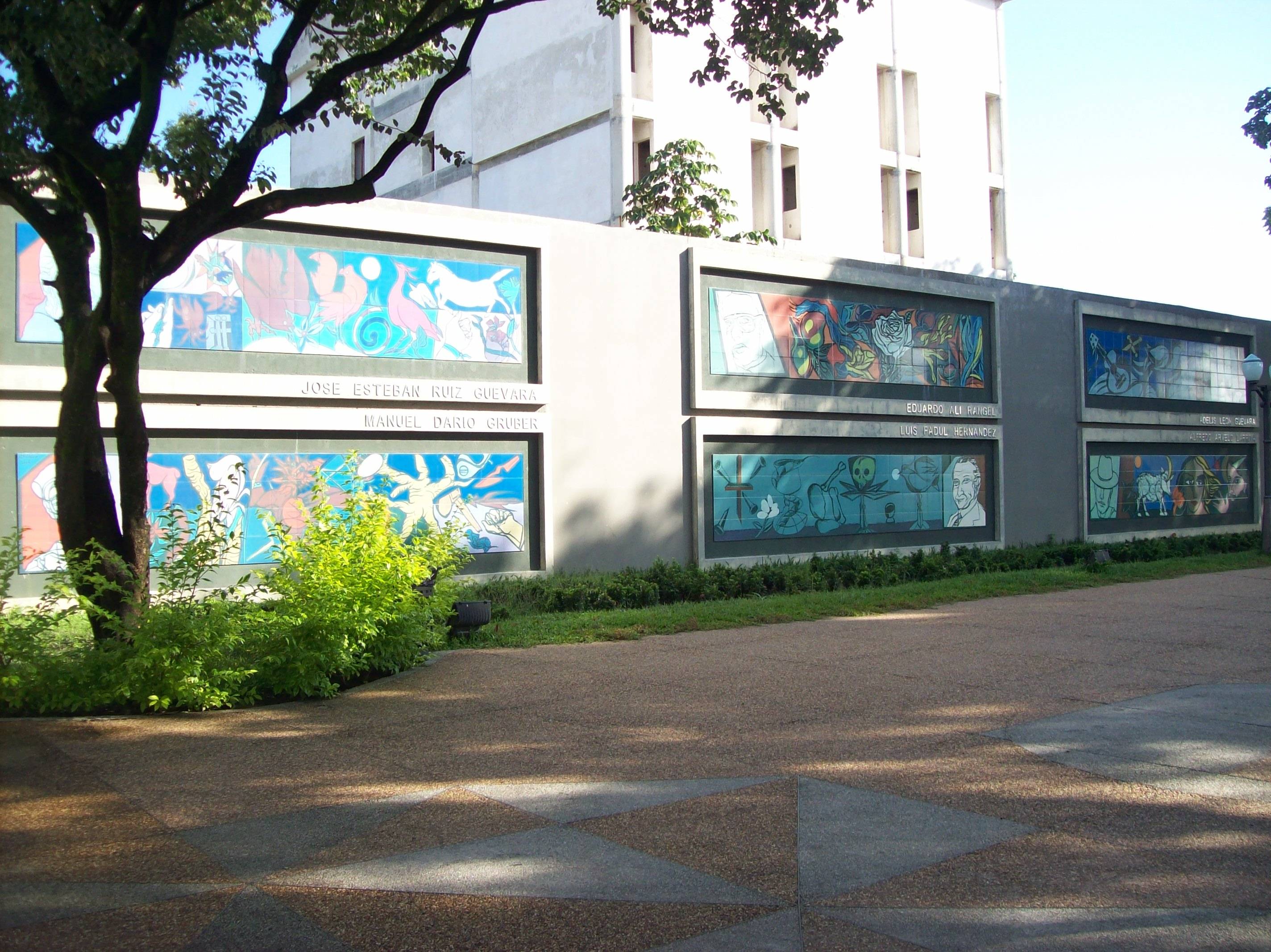
Plaza de los Poetas.

Se encuentra ubicado en la urbanización Negro Primero. En honor al artista Henry Alizo, este museo consta de una edificación ecléctica, con una fachada multicolor. En su parte inferior tiene una puerta metálica de color rojo y diversas estructuras metálicas ubicadas a los lados, con ventanas enrejadas, techo rojo y una pendiente que conduce a la calle. En la parte superior presenta tres ventanas, de color verde con cornisas en rojo y una estructura central rectangular elevada. En la parte superior y sobre un techo con balaustre, presenta una torre rectangular con techo en forma de bóveda en rojo con una cornisa que lo bordea todo. Las paredes son en friso rústico con piedras. Presenta una colección conformada por obras de artes de los artistas locales y nacionales que desde su creación ha ido acumulando, además se encuentran piezas arqueológicas y piezas artesanales que simulan animales como aves, reptiles y peces.

### Catedral Nuestra Señora del Pilar de Santiago y Zaragoza
Se ubica en la capital del estado, en la avenida Briceño Méndez, frente a la Plaza Bolívar. Fue construida entre los años 1770 y 1780, y constituye una joya de la arquitectura colonial. Cuenta con tres naves que crean un ambiente de contagiosa fe católica; mide 55,90 metros de largo y 16,20 metros de ancho. En su interior reposan objetos históricos y religiosos de gran valor. 

### Teatro Barinés de Muñecos

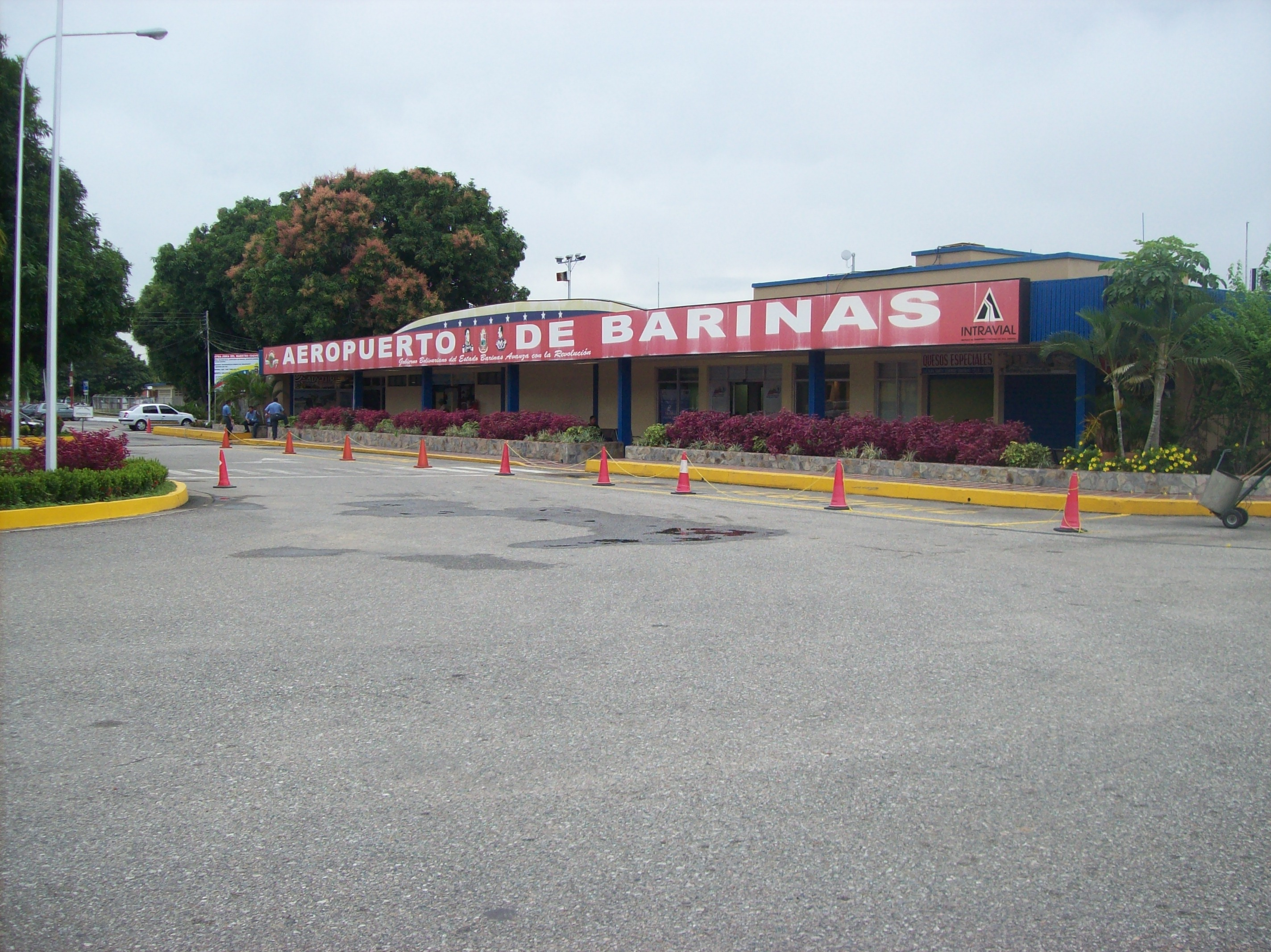
Aeropuerto de Barinas

El teatro Barinés de Muñecos fue creado en 1977 por el maestro titiritero Eduardo Di Mauro y los titiriteros Coromoto Solórzano, Israel Morillo, Josefina Arroyo, Alexis Liendo y Mery Carruido.

### Taller de Arte Municipal Rafael Calvo
En el centro de la ciudad de Barinas se guarda un rincón de artes plásticas abierto al público, una de las riquezas de esta región es el arte impulsado por personas de gran sensibilidad, calidad humana, amor, admiración a la creación y a la enseñanza

### Museo de Los Llanos
El Museo de los Llanos es una institución inaugurada el 31 de marzo de 2011 orientada a la investigación de la cultura de los llanos venezolanos, con la finalidad de reivindicar, coleccionar, exhibir, conservar, promover y difundir el desarrollo cultural en el entorno y en las distintas poblaciones del llano para su avance social, humanístico, científico, tecnológico y comunitario. Reivindicar las culturas del llano y recuperar su memoria histórica, a través de herramientas conceptuales, metodológicas y procedimentales que realcen la diversidad cultural del llano venezolano, conformado por los estados Apure, Barinas, Cojedes, Guárico y Portuguesa

## Deportes
En la ciudad se encuentra el  estadio La Carolina, sede del club de fútbol Zamora; También fue sede de la fase de grupos de la Copa América 2007
| Fecha              | Fase    | Equipo         |                           | Resultado |                     | Equipo   | Espectadores |
| ------------------ | ------- | -------------- | ------------------------- | --------- | ------------------- | -------- | ------------ |
| 2 de julio de 2007 | Grupo C | Estados Unidos | Bandera de Estados Unidos | 1 - 3     | Bandera de Paraguay | Paraguay | 24 319       |